# جورج ألبرت بولينغر
كان جورج ألبرت بولينغر (حاصل على زمالة الجمعية الملكية) (19 أكتوبر 1858 - 23 نوفمبر 1937) عالم حيوان البلجيكي البريطاني، وقد وصف وأعطى أسماء علمية لأكثر من 2000 نوع حيواني جديد، وعلى رأسها الأسماك والزواحف والبرمائيات. كان بولينغر أيضًا عالم نباتات نشطًا خلال الثلاثين عامًا الأخيرة من حياته، خاصةً في دراسة الورود.